# Zala 421-06
Zala 421-06 – rosyjski bezzałogowy statek powietrzny (UAV – Unmanned Aerial Vehicle) pionowego startu i lądowania opracowany przez firmę Zala Aero Group.

## Historia
Konstruktorzy stworzyli maszynę, która jest przeznaczona do fotografii lotniczej, nadawania i retransmisji sygnałów telewizyjnych i radiowych oraz dostarczania ładunków w trudno dostępne miejsca. Przenoszone kamery pozwalają na transmisję obrazu w czasie rzeczywistym do naziemnego stanowiska kontroli lotu. Zala 421-06 był pierwszym bezzałogowym śmigłowcem przyjętym do użytku przez Ministerstwo Spraw Wewnętrznych Federacji Rosyjskiej. W lipcu 2008 r. aparat był testowany w warunkach arktycznych jako maszyna pokładowa jednego z rosyjskich lodołamaczy. Zainteresowanie wykorzystaniem drona wyraził rosyjski Gazprom, który dostrzegał jego możliwości w monitorowaniu stanu sieci przesyłowej na terenach zamieszkanych.
Dron posiada możliwość startu, lotu z możliwością zawisu i lądowania w trybie automatycznym. Operator ma możliwość modyfikowania trasy przelotu oraz przejęcia pełnej kontroli nad maszyną. W przypadku utraty łączności z stanowiskiem kontroli Zala 421-06 powraca do wskazanego mu punktu. Stanowisko kontroli może być zamontowane na pojeździe i przemieszczać się w trakcie lotu śmigłowca, możliwe jest również przekazanie nadzoru nad maszyną innemu naziemnemu stanowisku kontroli lotu. W trakcie prac rozwojowych stworzono wersję wykorzystującą silnik elektryczny.
Producent oferuje klientom zestaw składający się z dwóch dronów Zala 421-06, naziemnego stanowiska kontroli lotu, ładowarki, wyposażenia w postaci stabilizowanej żyroskopowo kamery (opcjonalnie do zakupu jest dostępna kamera termowizyjna) oraz kontenerów transportowych na całość zestawu. Stanowisko kontroli lotu może pracować przez 12 godzin z wykorzystaniem zasilania akumulatorowego 12 V lub korzystać z zewnętrznego zasilania o napięciu 220 V.